# Prince William (Nuevo Brunswick)
Prince William es una parroquia canadiense situada en la provincia de Nuevo Brunswick.

## Superficie
Prince William tiene una superficie de 284,39 km².

## Demografía
En 2021, tenía 1083 habitantes, una densidad poblacional de 3,8 hab./km², y 648 viviendas.